# Aliona Alexéyeva
Aliona Alexándrovna Alexéyeva –en ruso, Алёна Александровна Алексеева– (Omsk, URSS, 8 de marzo de 1989) es una deportista rusa que compitió en natación, especialista en el estilo braza.
Ganó dos medallas en el Campeonato Europeo de Natación de 2008 y una medalla de oro en el Campeonato Europeo de Natación en Piscina Corta de 2008.

## Palmarés internacional
| Campeonato Europeo                  | Campeonato Europeo       | Campeonato Europeo | Campeonato Europeo |
| Año                                 | Lugar                    | Medalla            | Prueba             |
| ----------------------------------- | ------------------------ | ------------------ | ------------------ |
| 2008                                | Eindhoven (Países Bajos) | Medalla de plata   | 100 m braza        |
| 2008                                | Eindhoven (Países Bajos) | Medalla de bronce  | 200 m braza        |
| Campeonato Europeo en Piscina Corta |                          |                    |                    |
| Año                                 | Lugar                    | Medalla            | Prueba             |
| 2008                                | Rijeka (Croacia)         | Medalla de oro     | 200 m braza        |